# القرامطة شرق
قرية القرامطة شرق هي إحدى القرى التابعة لمركز ساقلتة بمحافظة سوهاج في جمهورية مصر العربية. حسب إحصاءات سنة 2006، بلغ إجمالي السكان في القرامطة شرق 4432 نسمة، منهم 2289 رجل و2143 امرأة.